# Schloss Schwarzenbach (Jonschwil)
Das Schloss Schwarzenbach liegt im  Ort Schwarzenbach rechtsseitig erhöht am Ufer der hier einen östlichen Bogen bildenden Thur in der Gemeinde Jonschwil im Kanton St. Gallen in der Schweiz.

## Geschichte

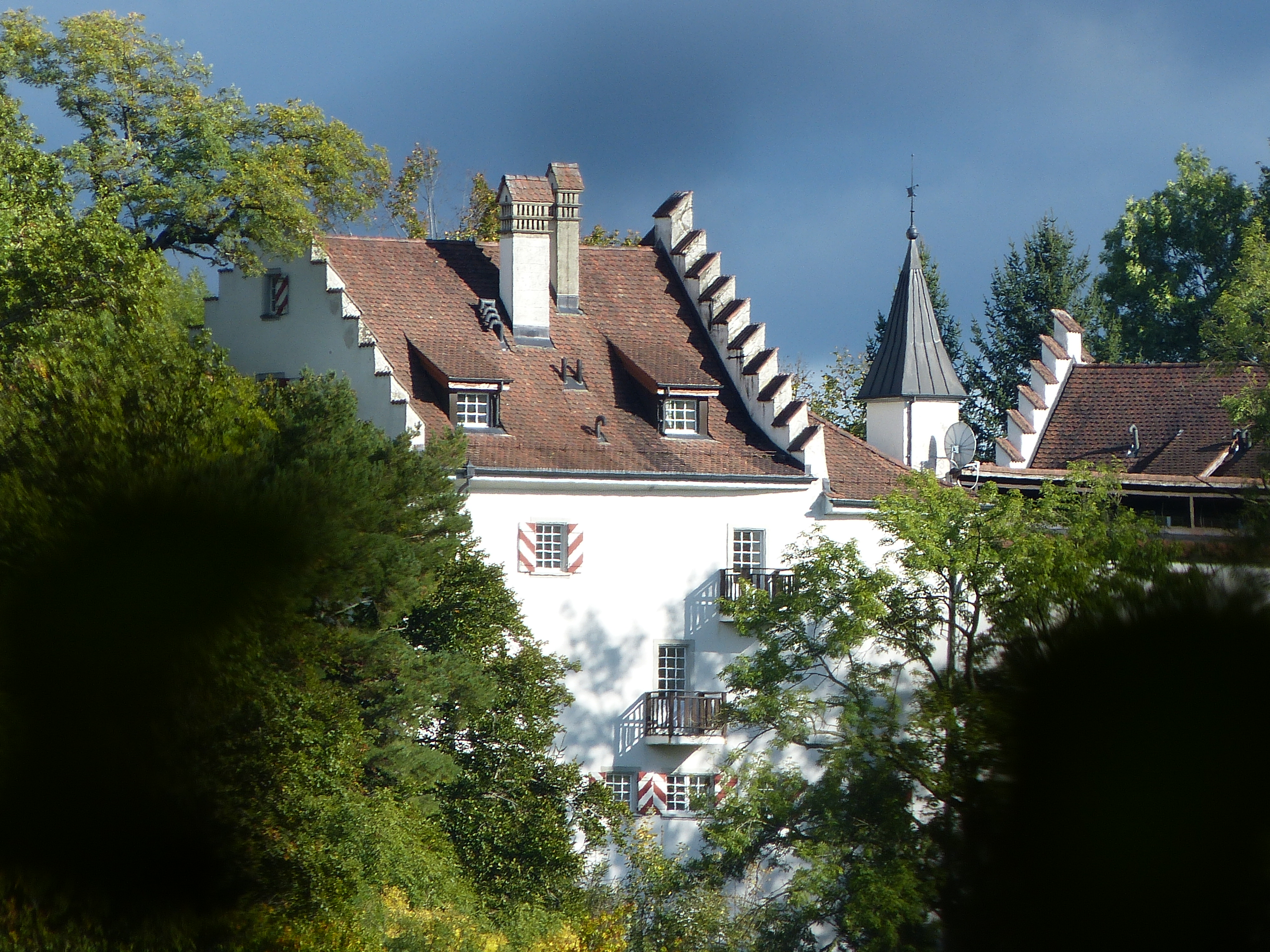
Schloss Schwarzenbach

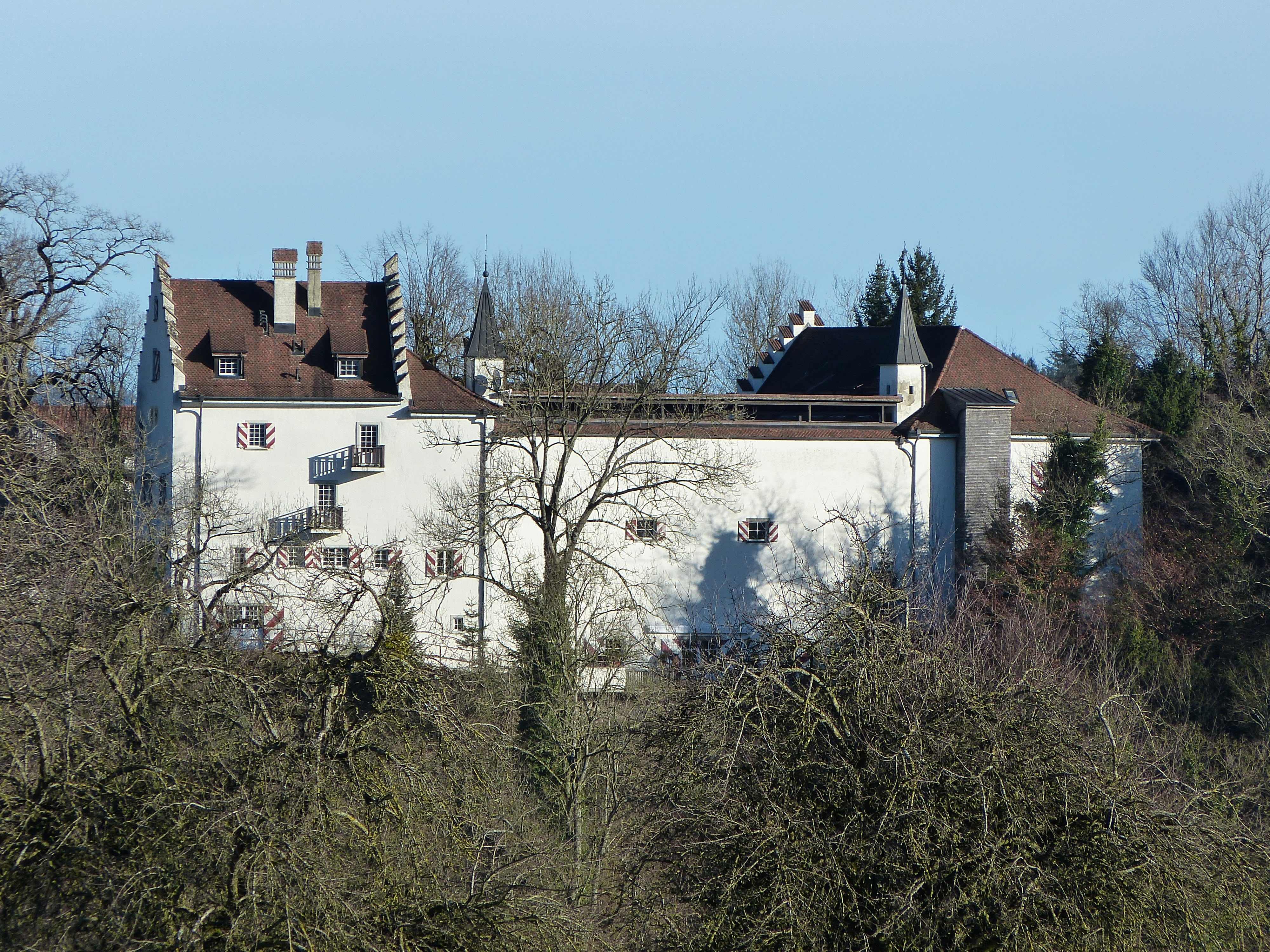
Rückseite

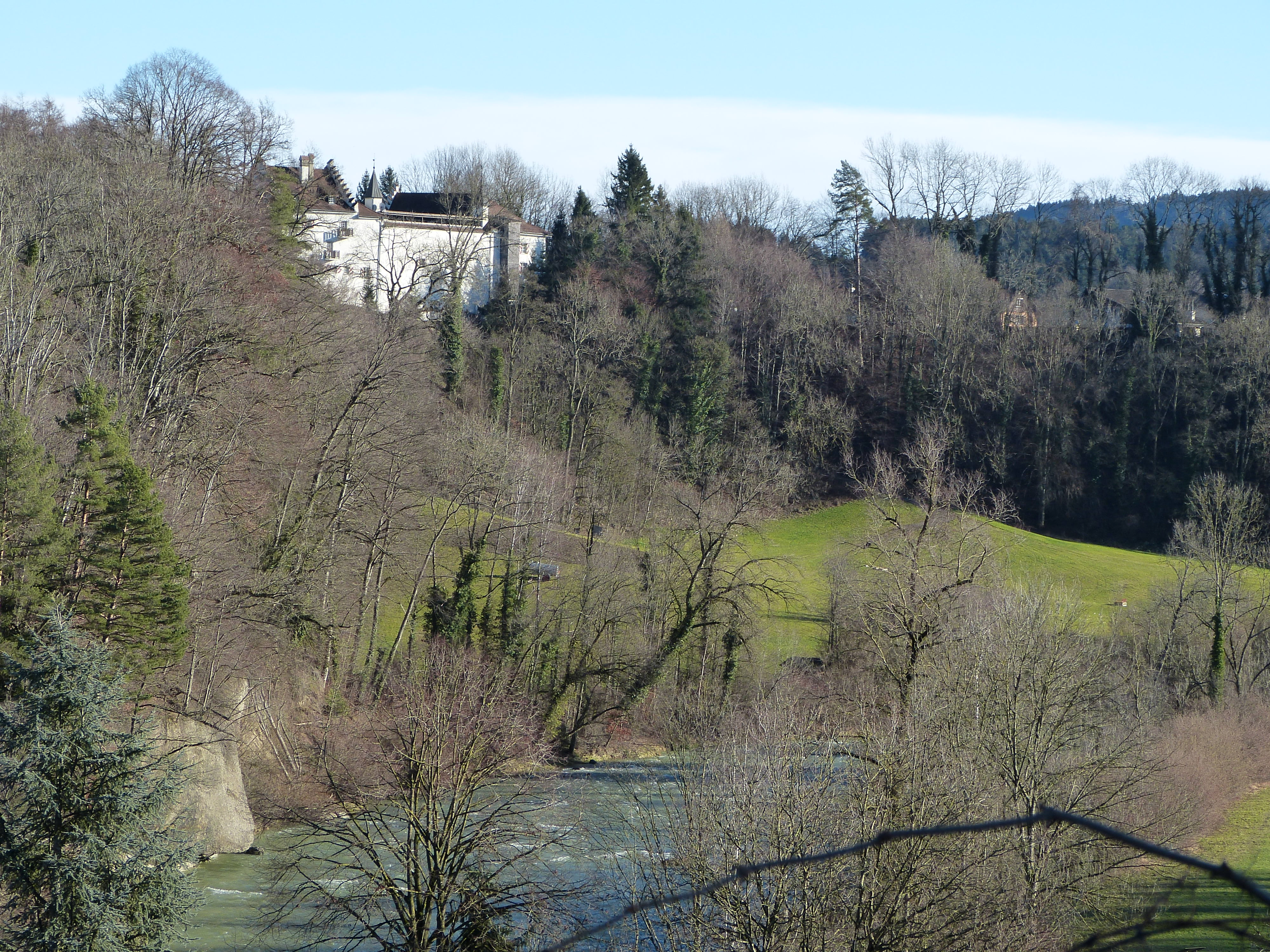
Uferseite des Schlosses über der Thur

Die Siedlung Schwarzenbach wurde am 16. März 779 erstmals urkundlich erwähnt. Die örtlichen Besitzungen des Klosters St. Gallen wurden von örtlichen Ministerialen verwaltet, die im 12. Jahrhundert wohl auf einer Anhöhe nördlich der alten Mühle von Schwarzenbach eine Wehranlage zum Schutz des Thurüberganges der Strasse zwischen Wil und St. Gallen errichteten. Dieses Geschlecht der Edlen von Schwarzenbach starb um 1250 herum aus.
Der Besitz um Schwarzenbach gelangte schliesslich durch Kauf an Graf Rudolf von Habsburg, der 1273 als König die Schirmvogtei des Klosters St. Gallen übernahm aber gleichzeitig in Konflikt mit dem Kloster stand. Er beabsichtigte damit offenbar eine Angriffsfestung auf die Stadt Wil zu errichten, die dem Kloster St. Gallen gehörte. Die erste Burg in Schwarzenbach war dazu offenbar zu klein, so dass Rudolf nach 1282 über der Thur eine neue Burganlage errichten liess, die im Wesentlichen aus dem heute noch erhaltenen Bergfried bestand. Nördlich davon gründete er zusätzlich eine Stadt Schwarzenbach, die auch «Trutz-Wil» genannt wurde. In den folgenden Auseinandersetzungen zwischen Rudolf und Albrecht von Habsburg auf der einen und Abt Wilhelm von Montfort auf der anderen Seite wurden sowohl Wil wie Schwarzenbach zerstört und wieder aufgebaut. Zeitweise floh die gesamte Bürgerschaft des zerstörten Wil nach Schwarzenbach. Im Frieden von 1301 zwischen Fürstabt Wilhelm von Montfort mit den Söhnen Albrechts von Habsburg wurde vereinbart, dass Stadt und Burg Schwarzenbach geschleift werden sollten. Die Burg blieb jedoch erhalten, da der Burgvogt Jakob Hofmeister Ersatzforderungen stellte. Als Kompromiss ging die Burg schliesslich für 200 Mark Silber an Freiherr Heinrich von Griessenberg, welcher dem Kloster St. Gallen nahestand. Nach mehreren Besitzerwechseln durch Erbgang gelangten Burg und Herrschaft 1483 von den Freiherren von Hewen an die Fürstabtei St. Gallen, die sie zum Zentrum der Obervogtei Niederamt in der Grafschaft Toggenburg machten. Das Wappen der Vogtei wies in Silber einen schwarzengoldbebänderten, schrägrechts fliessenden Bach auf.
Nach dem Brand von 1494 wurde die Burg zum Schloss ausgebaut, später ein Kornspeicher hinzugefügt. Die Explosion eines Pulverlagers am 29. Mai 1621 machte die Errichtung eines neuen Kornhauses nötig, das bis heute besteht. Nach der endgültigen Aufhebung der Fürstabtei St. Gallen 1805 ging das Schloss an den neu gegründeten Kanton St. Gallen und diente als Amtssitz der Behörden des Bezirkes Untertoggenburg. 1821 wurde das Schloss schliesslich versteigert und ging für 950 Gulden an einen Vertrauensmann des Katholischen Administrationsrates des Kantons St. Gallen. Dieser verkaufte den Besitz mit Gewinn 1838 für 5100 Gulden an einen Privaten. Mitte 19. Jahrhundert wurden grosse Teile der Ringmauer abgerissen, um die Steine für den Bau der Eisenbahnbrücke über die Thur zu verwenden. Auch wurde der grösste Teil des Interieurs wie Täfer und Möbel verkauft. Die Schlosskapelle zur Waschküche und zum Schafstall umgenutzt. Im Kornhaus wurde zeitweise eine Spinnerei eingerichtet.
Nach mehreren Besitzerwechseln verfiel die Anlage zusehends und wurde erst in den 1980er Jahren wiederhergerichtet. 2009 stand das Schloss als Luxusimmobilie zum Verkauf.

## Anlage
Heute besteht das Schloss aus dem ehemaligen Bergfried, dem ältesten Teil der Anlage aus der Zeit Rudolfs von Habsburg, dem ehemaligen Kornhaus (17. Jh.) sowie Resten der Ringmauer. Die Toranlage ist nicht authentisch, sondern wurde im 20. Jahrhundert hinzugefügt.

## Liste der Besitzer
- 1273–1307: Herzöge von Österreich
- 1307–1324: Heinrich von Griessenberg
- 1324–1337: Graf Diethelm V. von Toggenburg
- 1341–1370: Graf Konrad von Fürstenberg
- 1370–1483: Freiherren von Hewen und von Klingen (Anteil bis 1372)
- 1483–1805: Fürstabtei St. Gallen
- 1805–1821: Kanton St. Gallen
- 1821–1838: Katholischer Konfessionsteil des Kantons St. Gallen
- 1838–1840: Niklaus Moosberger
- 1840–1841: Herr Hürlimann
- 1841–1852: Dominik  bzw. Marie Fräfel
- 1852–1856: Jakob Clavadetscher
- 1856–1859: Luzier Clavadetscher
- 1859–1872: Andreas Marugg
- 1872–1943: Rupert Geser / Friedrich Geser
- 1943–1959: Gemeinnützige Gesellschaft des Kantons St. Gallen, Erziehungsanstalt Platanenhof, Oberuzwil
- 1959–1985: Ernst B. Pflüger
- 1986: Alex Hengartner
- 2016: Lars Seier Christensen[3]